# Buchnera chimanimaniensis
Buchnera chimanimaniensis är en snyltrotsväxtart som beskrevs av D. Philcox. Buchnera chimanimaniensis ingår i släktet Buchnera och familjen snyltrotsväxter. Inga underarter finns listade i Catalogue of Life.